# Маркова река
Маркова река је река у Северној Македонији.
Притока је Вардара. Извире на планини Караџици, а улива се као десна притока у Вардар низводно од Скопља. Протиче поред Марковог манастира. Наводњава део Скопске котлине.